# Roar Hansen
Roar Magne Hansen, född den 28 februari 1966 i Perstorp, är en svensk fotbollstränare som är huvudtränare för Varbergs BoIS.
Han inledde sin tränarkarriär i Stidsvig IF, för att sedan ha tränarroller i föreningar som Klippans BIF, Helsingborgs Södra, Högaborgs BK samt elitföreningarna Landskrona BoIS och Ängelholms FF. I Ängelholm nådde han stora framgångar då hans ledarskap var en bidragande orsak till föreningens avancemang från division 1 till Superettan säsongen 2007.
Hansen tog inför 2011 över som huvudtränare för Öster. När säsongen summerades befann sig föreningen på en fjärdeplats, endast tre poäng från kvalplatsen till Allsvenskan.
Framgången fortsatte under 2012, då Öster efter bland annat en elva matcher lång segersvit fortfarande var obesegrade fram till artonde omgången. När två omgångar återstod stod det klart att Roar Hansen tagit Östers IF tillbaka till Allsvenskan.
Hansen tränade Helsingborgs IF säsongerna 2013 och 2014 men lämnade jobbet när klubben tog in Henrik Larsson som ny tränare. I stället tog han inför säsongen 2015 över Åtvidabergs FF. Inför säsongen 2018 blev han klar som huvudtränare för IFK Värnamo. Inför säsongen 2019 tog Hansen över som huvudtränare i Ängelholms FF.
I augusti 2024 tog Hansen över som huvudtränare i Varbergs BoIS.